# Hosty
Hosty é uma comuna checa localizada na região da Boêmia do Sul, distrito de České Budějovice.